# Phragmanthera sarertaensis
Phragmanthera sarertaensis är en tvåhjärtbladig växtart som först beskrevs av Hutch. & Bruce, och fick sitt nu gällande namn av Michael George Gilbert. Phragmanthera sarertaensis ingår i släktet Phragmanthera och familjen Loranthaceae. Inga underarter finns listade i Catalogue of Life.